# Natalja Igorewna Negoda

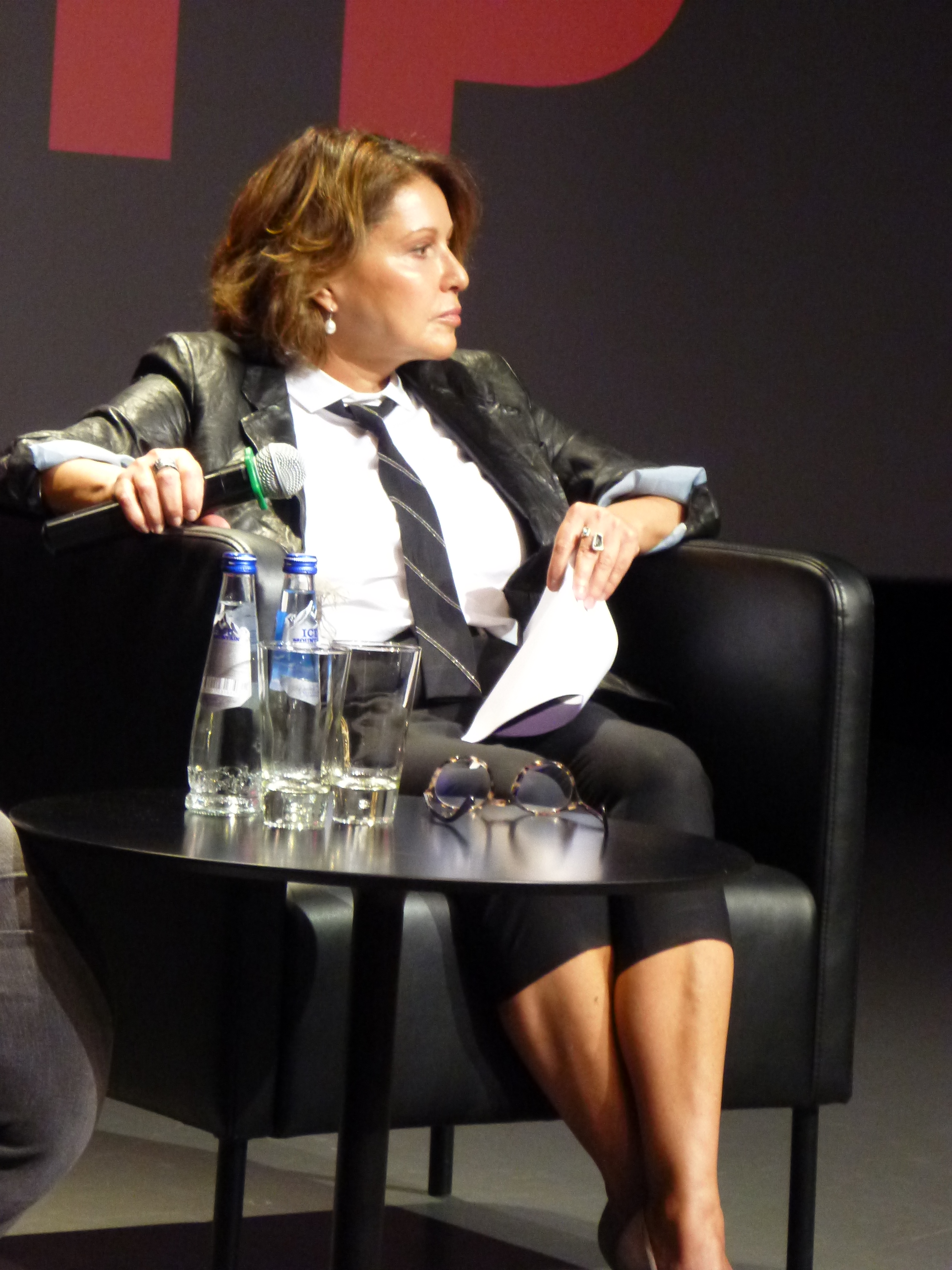
Natalja Igorewna Negoda, 2020

Natalja Igorewna Negoda (russisch Наталья Игоревна Негода; englisch Natalya Negoda; * 12. November 1963 in Moskau, Sowjetunion) ist eine sowjetische und  russische Schauspielerin.

## Leben und Wirken
Natalja Negoda wuchs in Moskau auf. Ihre Eltern sind die Fernsehregisseurin Tamara Pawljutschenko (* 1941) und der Theaterregisseur und Schauspieler Igor Negoda. Bis 1986 studierte sie am Tschechow-Kunsttheater Moskau in der Meisterklasse von Oleg Nikolajewitsch Jefremow. Anschließend spielte sie zwei Jahre am Moskauer Jugendtheaterzentrum (Tjus).
Ihr Leinwanddebüt hatte Negoda 1987 in dem sowjetischen Spielfilm … und morgen war Krieg als Schülerin Sina.
Bekanntheit erlangte Negoda durch die Titelrolle in dem Drama Kleine Vera (1988). Dieser Film war in der Sowjetunion mit rund 50 Millionen Zuschauern sehr erfolgreich und erregte auch im Ausland Aufsehen. Im Gegensatz zu herkömmlichen sowjetischen Filmen wird darin der Alltag sehr kritisch dargestellt. Die im Mittelpunkt stehende Familie lebt auf engstem Raum zusammen, es werden Drogen sowie große Mengen Alkohol konsumiert und die Hauptfigur ist eine rebellische Jugendliche. Diese verhält sich freizügig und wird – eine Premiere in der Geschichte des sowjetischen Kinos – kaum verhüllt beim Geschlechtsverkehr mit ihrem Freund gezeigt. Kleine Vera gewann mehrere Preise auf Filmfestivals und wurde als filmischer Durchbruch der Glasnost-Ära bezeichnet.
Negoda wurde für ihren Auftritt als Vera mehrfach ausgezeichnet. Unter anderem gewann sie 1988 einen Nika als beste Schauspielerin. Im Jahr darauf wurde sie für den Europäischen Filmpreis in der Kategorie Beste Darstellerin nominiert. Ihre Popularität führte zu Auftritten bei Anlässen wie der Oscarverleihung 1990, wo sie als Ansagerin zu sehen war. Bei den Internationalen Filmfestspielen von Cannes 1991 war sie Mitglied der Jury.
Im Mai 1989 ließ sich Negoda als erste Bürgerin der Sowjetunion für den Playboy ablichten. Sie wurde als Glasnost Girl und erster sowjetischer Sex-Star betitelt.
Wassili Pitschul (* 1961), der Regisseur von Kleine Vera, verließ nach dessen Produktion das Gorky-Film-Studio und gründete eine eigene unabhängige Produktionsfirma. Darin erschien 1989 die romantische Komödie В городе Сочи тёмные ночи (übersetzt: Dunkle Nächte in Sotschi) mit Negoda in der Hauptrolle. Der Film hatte jedoch keinen finanziellen Erfolg.
Anfang der 1990er ging Negoda in die Vereinigten Staaten, wo sie kurzzeitig mit einem russischen Immigranten verheiratet war. Sie trat in vier US-amerikanischen Produktionen auf. Dazu gehört der in Moskau während der letzten Jahre der Sowjetunion spielende Thriller Back in the U.S.S.R.
Seit ihrer Rückkehr nach Russland lebt Negoda wieder in Moskau. 2009 spielte sie die Hauptrolle in dem russischen Drama Buben, baraban (Бубен, барабан).

## Filmografie
- 1985: Этот фантастический мир (Fernsehserie, 1 Folge)
- 1987: … und morgen war Krieg (Завтра была война)
- 1988: Автопортрет неизвестного
- 1988: Kleine Vera (Маленькая Вера)
- 1989: В городе Сочи тёмные ночи
- 1992: Back in the U.S.S.R.
- 1992: The Comrades of Summer
- 1993: Law & Order (Fernsehserie, 1 Folge)
- 1996: Every Minute Is Goodbye
- 2009: Бубен, барабан
- 2018: Van Gogi